# Forschungsanstalt für Schiffahrt, Wasser- und Grundbau
Die Forschungsanstalt für Schiffahrt, Wasser- und Grundbau (FAS) war für die technischen Grundlagen der Schifffahrt und des Betriebs von Wasserstraßen in der Deutschen Demokratischen Republik verantwortlich. Zwischen seiner Gründung 1945 und 1951 hieß das Institut „Forschungsanstalt für Schiffahrt, Gewässer- und Bodenkunde“. Mit der Wiedervereinigung ging die Einrichtung 1990 in der Bundesanstalt für Wasserbau auf.

## Geschichte
Maßgeblicher Vorgänger und Hauptbestandteil der FAS war die Preußische Versuchsanstalt für Wasser-, Erd- und Schiffbau (VWS). Seit 1903 unterhielt diese auf der Berliner Schleuseninsel eine Wasserbau-Versuchsanstalt. Weitere Forschungsanlagen entstanden mit der Zeit in Potsdam-Marquardt (1920) und Berlin-Karlshorst (1934). Alle drei Einrichtungen befanden sich nach dem Ende des Zweiten Weltkriegs in der Hand der Sowjetischen Militäradministration in Deutschland. Diese transportierte die Reste der massiv beschädigten Versuchsanlage von der Schleuseninsel nach Leningrad. Gleichzeitig gründete die sowjetische Verwaltung schon im Herbst 1945 die damalige „Forschungsanstalt für Schiffahrt, Gewässer- und Bodenkunde“. Bis 1951 wurde die Schleuseninsel von der FAS teilweise wieder in Stand gesetzt, ehe ein West-Berliner Polizeiaufgebot die Insel am 11. Mai besetzte und unter alliierte Kontrolle stellte.
Neben den ausgebauten Einrichtungen in Marquardt und Karlshorst verteilten sich die 180 Mitarbeiter der FAS im Jahre 1952 auch auf einen Neubau in Berlin-Stralau. Von Kriegsende bis zu diesem Zeitpunkt prägten häufige Ein- und Ausgliederungen von Abteilungen die FAS. Wenige Monate nach der Änderung ihrer namensgebenden Aufgabenbereiche von Schiffahrt, Gewässer- und Bodenkunde in Schiffahrt, Wasser- und Grundbau beruhigte sich diese Fluktuation etwas. Erst 1982 erfolgte eine weitere Zäsur, als die FAS mit der Wasserstraßenverwaltung der DDR sowie dem VE Kombinat Binnenschiffahrt und Wasserstraßen zum Wissenschaftlich-Technischen Zentrum VEB FAS/WTZ zusammengelegt wurde. Mit der Wiedervereinigung ging die FAS am 3. Oktober 1990 schließlich in der Bundesanstalt für Wasserbau mit Sitz in Karlsruhe auf und bildete bis zum 2. November 2000 deren „Außenstelle Berlin“.